# Anneke von der Lippe
Anneke von der Lippe, född 22 juli 1964, är en norsk skådespelare. 
Anneke tog examen på teaterhögskolan i Norge år 1988 och har senare varit med på den norska nationalteatern där hon bland annat spelat "Nora" i Ibsens Ett dockhem, "Jimmy" i Brechts tolvskillingsopera, "Elisabeth" i Ödön von Horváths Tro hopp och kärlek, "Masja" i Anton Tjechovs Tre systrar och "Gwendolen Fairfax" i Oscar Wildes Vem är Ernst?

## Filmografi (urval)
- 1992 - Krigarens hjärta
- 1993 - Peer Gynt (TV-serie)
- 1995 -  Love & Hate. European Stories
- 1997 - Barbara
- 1999 - Bara molnen flyttar stjärnorna
- 1999 - Flykten från Jante
- 2002 - När djävulen håller ljuset
- 2008 - deUSYNLIGE
- 2008 - Ulvenatten
- 2010 – Pax
- 2020 – Atlantic Crossing (TV-serie)
- 2025 – Harald och Sonja (TV-serie)